# Corminus guayaquilanus
Corminus guayaquilanus är en skalbaggsart som beskrevs av Moser 1921. Corminus guayaquilanus ingår i släktet Corminus och familjen Melolonthidae. Inga underarter finns listade i Catalogue of Life.